# Kaskade
Ryan Raddon (Chicago, 25 februari 1971), beter bekend onder zijn artiestennaam Kaskade, is een Amerikaanse diskjockey en muziekproducent. Hij groeide op in Salt Lake City (Utah) en woont tegenwoordig in San Francisco (Californië). Bekende albums van hem zijn Steppin' Out en In The Moment. Het genre waarin Kaskade onderverdeeld kan worden is deephouse en dance.
Op 11 februari 2024 was hij de eerste dj die optrad tijdens de Super Bowl. Hij trad daar op voorafgaand aan de wedstrijd en in de pauzes. Hij verving hiermee de Nederlandse dj Tiësto die deze optredens oorspronkelijk zou geven, maar vanwege een noodsituatie in de familie moest afzeggen.

## Carrière

### 1995–2000: Vroege beginjaren
In 1995 begon Raddon zijn eerste maandelijkse feest in Club Manhattan, waar hij extra inkomen gebruikte voor studio-apparatuur. In mei 2000 verhuisde hij naar San Francisco, werkte bij Om Records, en creëerde al snel zijn alter ego, Kaskade.Zijn artiestennaam haalde hij uit een natuurboek bij het zien van een waterval, waarbij hij "cascade" veranderde op advies van een collega.

### 2001–2006: Debuutsingle
In 2001 bracht Kaskade zijn eerste single "What I Say" uit op Om Records. Zijn album "In the Moment" bevatte de top 10-single "Steppin' Out" en de nummer 1-hit "Everything". Het vierde soloalbum, Love Mysterious (2006), bevatte de hit "Be Still" op nummer 4 en "Stars Align" op nummer 8 op de Billboard-hitlijsten. De single "Sorry" behaalde ook de top tien en ontving een Grammy-nominatie voor Beste Geremixte Opname dankzij de remix van Dirty South.

### 2006–2009: Ultra Records en deadmau5
Eind 2006 tekende Kaskade bij Ultra Records na het verlaten van OM Records.
Kaskade werkte samen met deadmau5 op tracks van "Strobelite Seduction", waaronder de single "Move for Me", zijn vijfde top tien hit op de Billboard Hot Dance Airplay-lijst en zijn eerste nummer één op deze lijst. "I Remember" werd zijn eerste hit in het Verenigd Koninkrijk en bereikte de top 15 van de UK Singles Chart. De videoclip werd opgenomen in Manchester, Engeland. "Angel on My Shoulder" met Tamra Keenan bereikte nummer 5 op de Hot Dance Airplay-lijst. "Step One Two" was de laatste single van het album, uitgebracht eind 2008.

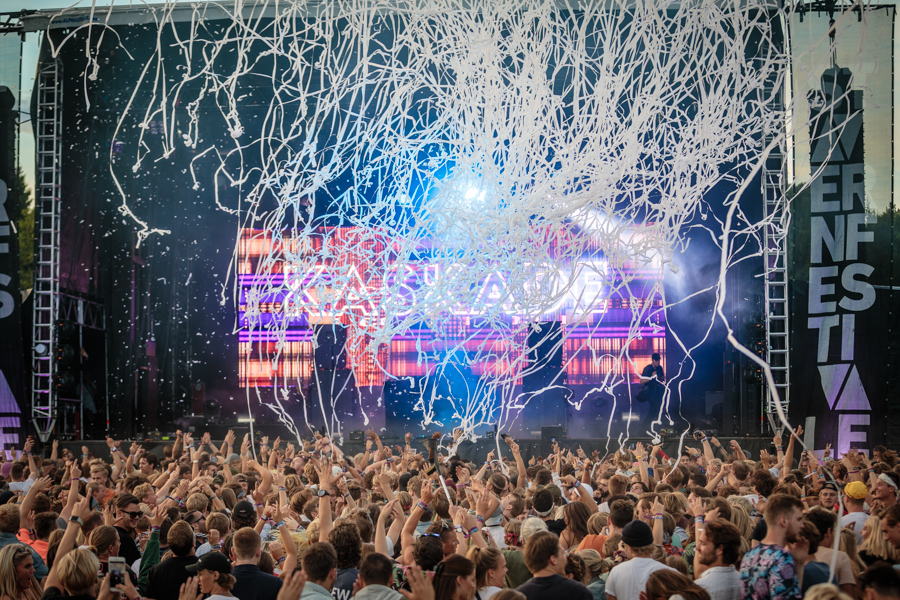
Kaskade tijdens het Stavernfestivalen (2018)

### 2010–2015: Headlinen bij UMF en Grammy-nominaties
In 2010 scoorde Kaskade zijn zesde top tien hit op de Billboard Hot Dance Airplay-lijst met "Dynasty", featuring Haley Gibby. Vervolgens werd Kaskade in 2013 genomineerd voor twee Grammy Awards voor het nummer "Atmosphere" en het gelijknamige album.In diezelfde maand begon hij de "Freaks of Nature" zomertour ter ondersteuning van zijn uitgebrachte album Fire & Ice. In 2014 stond Kaskade op de achtste plaats van de best betaalde dj's ter wereld volgens Forbes, met een verdienste van $17 miljoen.

### 2015–heden:Automaticen Kx5
Op 25 september 2015 bracht Kaskade zijn album Automatic uit met samenwerkingen met CID, Galantis, John Dahlbäck en Two Nations.
In 2022 kondigden Kaskade en Deadmau5 een samenwerkingsproject aan met de naam Kx5, wat de vierde keer is dat de producers samenwerken. De eerste single van het project, "Escape", werd uitgebracht op 11 maart. Op 27 januari 2023 kondigde Deadmau5 aan dat het zelfgetitelde Kx5-album op 17 maart 2023 zou worden uitgebracht.

#### Super Bowl LVIII
Op 11 februari 2024 trad Kaskade op tijdens Super Bowl LVIII in Las Vegas, zowel voor als tijdens de wedstrijd, waarmee hij de eerste DJ werd die gedurende de hele Super Bowl optrad. Hij verving Tiësto, die zich terugtrok na een familie-urgentie.

## Persoonlijk leven
Raddon is getrouwd en heeft drie kinderen. Hij is lid van de Kerk van Jezus Christus van de Heiligen der Laatste Dagen (LDS) en vermeldde in een interview met Larry King dat hij een zendeling was in Japan.

## Discografie

### Singles
| Single met eventuele hitnotering(en) in de Nederlandse Top 40 | Datum van verschijnen | Datum van binnenkomst | Hoogste positie | Aantal weken | Opmerkingen                                  |
| ------------------------------------------------------------- | --------------------- | --------------------- | --------------- | ------------ | -------------------------------------------- |
| I remember                                                    | 15-09-2008            | 19-09-2009            | 14              | 9            | met deadmau5 / Nr. 23 in de Single Top 100   |
| Lessons in love (Headhunterz remix)                           | 2012                  | 19-01-2013            | 22              | 8            | met Neon Trees / Nr. 37 in de Single Top 100 |

| Single met hitnotering(en) in de Vlaamse Ultratop 50 | Datum van verschijnen | Datum van binnenkomst | Hoogste positie | Aantal weken | Opmerkingen                         |
| ---------------------------------------------------- | --------------------- | --------------------- | --------------- | ------------ | ----------------------------------- |
| All you                                              | 23-07-2012            | 01-09-2012            | tip54           | -            | met The Cataracs, Waka Flocka Flame |
| Llove                                                | 01-10-2012            | 24-11-2012            | tip48*          |              | met Haley                           |

- Biblioteca Nacional de España: XX4729285
- Gemeinsame Normdatei: 1024754316
- International Standard Name Identifier: 0000 0000 5154 5618
- Library of Congress Control Number: no2008047644
- MusicBrainz: 29ed4a49-fb99-4a5c-8713-609cabe6f34a
- Virtual International Authority File: 261723771
- WorldCat: E39PBJv4gbPXk3chbdFRcWVKVC